# La Lagunita (Michoacán)
La Lagunita es una comunidad rural localizada al sureste del municipio de Jiquilpan en el estado de Michoacán, México. Fue cuna del gran poeta, escritor y teólogo Diego José Abad. 

## Empleo
La ocupación principal de sus habitantes es el trabajo agrícola, como lo es la producción de maíz, calabaza y frijol, así como la ganadería vacuna y , a menor grado, porcina. Desafortunadamente para la mayoría de sus habitantes, la agricultura y la ganadería no son fuentes rentables para sostener a sus familias por lo que muchos de ellos que emigran hacia las ciudades aledañas, como Jiquilpan y Sahuayo o, en su mayoría a los EE. UU., en particular a las ciudades de Indio y Coachella en el estado de California.

## Religión
La gran mayoría de los habitantes son fieles católicos. El 19 de marzo se festeja al patrón San José en el área que lleva su mismo nombre. La lagunita San Isidro, por su parte, festeja a su patrón el día 15 de mayo, quien es también el santo patrono de los labradores.